# Временник Демидовского юридического лицея
Временник Демидовского юридического лицея — повременный научный сборник ярославского высшего учебного заведения: юридического лицея имени П. Г. Демидова.
Начал выходить в Ярославле в 1872 году.
Первоначально состоял из официальной (протоколы заседаний Совета лицея, основная учебно-организационная документация, сведения о составе преподавателей и студентов, инструкции и правила для преподавателей и студентов, отчёты о состоянии лицея) и неофициальной частей; в неофициальной части помещались научные исследования и лекции профессоров лицея. В XX веке отдельные выпуски стали выходить как монографии профессоров.
В первых трёх книгах Временника были напечатаны «Хрестоматия по истории русского права» М. Ф. Владимирского-Буданова, «История права» (Ч. I) М. Н. Капустина, «Наука о государстве как предмет высшего образования» Н. К. Нелидова, «Введение в энциклопедию права» П. Л. Карасевича, «Задачи науки уголовного права» М. В. Духовского, «О значении римского права для русских юристов» Н. Л. Дювернуа и др. Это помогло снабдить студентов необходимыми руководствами по изучаемым наукам, что при тогдашней бедности отечественной юридической литературы имело чрезвычайное значение. 
С 1886 года появился отдел «юридическая библиография», в которой сообщалось о всех выходящих по юридическим вопросам работах и публиковались на них рецензии.
Во Временнике печатались также лучшие сочинения студентов и отдельные наиболее значительные кандидатские работы выпускников.
Всего вышло 113 книг Временника — см. в Президентской библиотеке и Кн. 97., 1909 и Кн. 100, 1910.).
Редакторами Временника были директора лицея: С. М. Шпилевский; с кн. 89 (1904 г.) Э. Н. Берендтс; с кн. 91 (1906 г.) М. П. Чубинский; с кн. 99 (1910 г.) В. Г. Щеглов.